# ایوری-سور-لو-لاک، کبک
ایوری-سور-لو-لاک (به فرانسوی: Ivry-sur-le-Lac) شهری در منطقه شهری له لورانتید ناحیه لورانتید در استان کبک کانادا است. در سرشماری سال ۲۰۱۱ این شهر ۴۲۳ نفر جمعیت داشته‌است و مساحت آن ۳۰٫۸۴ کیلومتر مربع است.